# Ananda Devi

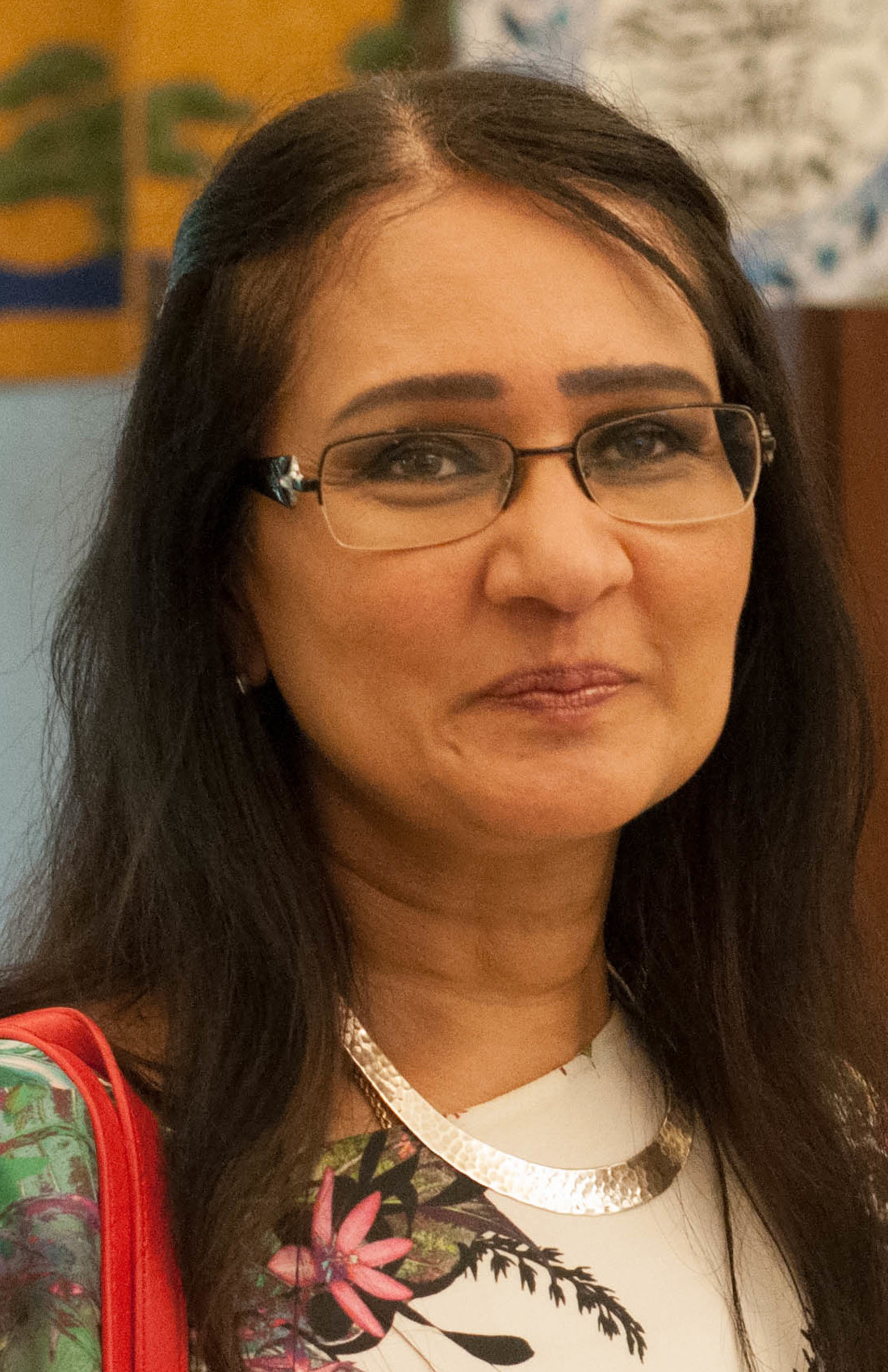
Devi en 2016

Ananda Devi Nirsimloo-Anenden, también conocida como Ananda Devi, (nacida el 23 de marzo de 1957) es una escritora mauriciana.

## Biografía
Ananda Devi Nirsimloo nació en el pueblo de Trois-Boutiques, Grand Port District, Mauricio. Su padre Balgopal y su madre Saraswaty eran indomauricianos con ascendencia telugu. Ananda Devi Nirsimloo creció con sus dos hermanas Soorya y Salonee. A la edad de 15 años, ganó un premio en un concurso de cuentos de Radio France Internationale. Luego pasó a estudiar en la Escuela de Estudios Orientales y Africanos de Londres, donde obtuvo un doctorado en antropología social. En 1977, publicó una colección de cuentos, Solsticios. Después de pasar varios años en Brazzaville en la República del Congo, se mudó a Ferney-Voltaire (Francia) en 1989, el mismo año en que se publicó su primera novela Rue la poudrière. Le siguieron más novelas: Le Voile de Draupadi en 1993, L'Arbre fouet en 1997 y, en 2000, Moi, l'interdite, que recibió el Prix Radio France du Livre de l'Océan Indien.
Su novela Eve de ses décombres ganó el Prix des cinq continentes de la Francophonie en 2006, así como varios otros premios. Fue adaptada al cine por Sharvan Anenden y Harrikrisna Anenden. En 2007, Devi recibió el Certificat d'Honneur Maurice Cagnon du Conseil International d'Études Francophones. Desde entonces ha ganado otros premios literarios, incluido el Prix Louis Guilloux por Le Sari vert, el Prix Ouest France Étonnants Voyageurs por Manger l'autre y, por la totalidad de su obra, el Prix du Rayonnement de la langue et de la littérature. francesa de la Académie française. En 2021, su novela Le rire des déesses fue galardonada con el Prix Femina des lycéens. En 2010 fue nombrada Chevalier des Arts et des Lettres por el gobierno francés.
Devi está casada con el director de cine Harrikrisna Anenden.

## Libros
- Solsticios, colección de cuentos (1977)
- Le poids des êtres, colección de cuentos (1987)
- Rue la Poudrière, novela (1988)
- Le Voile de Draupadi, novela (1993)
- La fin des pierres et des âges, colección de cuentos (1993)
- L'Arbre-fouet, novela (1997)
- Moi, L'Interdite, novela (2000)
- Pagli, novela (2001)
- Soupir, novela (2002)
- La vie de Joséphin le fou, novela (2003)
- Le Long Désir, colección de poesía (2003)
- Ève de ses décombres, novela (2006)
- Tango indio, novela (2007)
- Le sari vert, novela (2009), ganadora del Prix Louis-Guilloux
- Quand la nuit consent à me parler, poemario (2011)
- Les hommes qui me parlent, novela autobiográfica (2011)
- Les jours vivants, novela (2013)
- L'ambassadeur triste, colección de cuentos (2015)
- Ceux du large, colección de poesía trilingüe (2017)
- L'illusion poétique, colección de cuentos (2017)
- Manger l'autre, novela (2018)
- Danser sur tes Braises suivi de Six décennies, colección de poesía (2020)
- Fardo, colección de cuentos (2020)
- Le Rire des déesses, novela (2021)
- Deux malles et une marmite Grasset, (2022)